# Droit d'asile en Suisse
Le droit de l’asile en Suisse est du ressort de la Confédération, les cantons étant chargés de l’exécution des décisions du Secrétariat d'État aux migrations (SEM).

## Bases légales
Le droit de l’asile en Suisse est régi par la loi fédérale sur l’asile du 26 juin 1998 (LAsi), la loi fédérale du 16 décembre 2005 sur les étrangers et l'intégration (LEI) et par la Convention de Genève du 28 juillet 1951. La Suisse applique le règlement (UE) no 604/2013 dit « Dublin III », qui détermine notamment quel État membre est responsable du traitement d’une demande d’asile formulé par un ressortissant d’un pays tiers.
Au niveau cantonal, des lois et règlements d'application précisent le rôle des organismes chargés de l'aide aux migrants. Par exemple, dans le canton de Vaud, l'Établissement vaudois d'accueil des migrants (EVAM) est régi par la loi sur l'aide aux requérants d'asile et à certaines catégories d'étrangers, de même que d'autres actes cantonaux régissant l'aide sociale et l'intégration des étrangers.

## Demande d'asile
Toute personne peut déposer une demande d'asile à un poste frontière, au poste de contrôle d'un aéroport suisse ou dans un centre de la confédération. Le dépôt d'une demande d'asile sur le territoire suisse donne droit d'y demeurer pendant toute la procédure de première instance et l'éventuel recours ordinaire.

### Centres fédéraux pour requérants d'asile (CFA)
Toute personne déposant une demande d'asile sur le territoire suisse est automatiquement dirigée vers l'un des CFA, où elle sera prise en charge pour une durée de 140 jours, puis elle sera attribuée à un canton chargé d'assurer son hébergement et sa subsistance jusqu'à ce qu'une décision soit rendue sur sa requête.
Les centres fédéraux sont répartis par régions ou cantons, où un CFA assure les tâches procédurales, tandis que d'autres s'occupent principalement d'hébergement. Le Centre spécifique Les Verrières est réservé pour les cas problématiques.
| Structure régionale       | avec tâches procédurales | sans tâches procédurales                                          | Aéroport |
| ------------------------- | ------------------------ | ----------------------------------------------------------------- | -------- |
| Suisse romande            | Boudry                   | Vallorbe Giffers Les Verrières                                    | Genève   |
| Berne                     | Berne                    | Kappelen Boltigen                                                 |          |
| Suisse du Nord-Ouest      | Bâle                     | Allschwil Flumenthal Reinach BL                                   |          |
| Tessin et Suisse centrale | Chiasso (administration) | Chiasso (logement) Balerna (CFA Pasture) Sarnen (CFA Glaubenberg) |          |
| Suisse orientale          | Altstätten               | Kreuzlingen Sulgen                                                |          |
| Zurich                    | Zurich                   | Embrach Brugg                                                     | Zurich   |

### Procédure
À la suite du dépôt d'une demande d'asile le SEM enregistre les données personnelles et biométriques du requérant, notamment les empreintes digitales. Celles-ci sont comparées avec une base de données européenne afin de déterminer s'il y déjà une procédure en cours dans un autre État. Les autorités peuvent procéder à des investigations concernant les documents d'identité et de voyage ou concernant l'état de santé.
Une première consultation a lieu pour informer le requérant sur ses droits et obligations durant la procédure de demande d'asile, ainsi que des entretiens avec une assistance juridique et avec les autorités du SEM. Par la suite, les autorités décident d'appliquer soit la procédure Dublin (c'est-à-dire que la demande devra être traité dans l'État par lequel la personne est arrivée en Europe), soit la « procédure accélérée » suisse, soit la procédure étendue. Dans le cas de la procédure accélérée, qui doit être menée à terme en 140 jours au plus, le SEM procède à l'audition du requérant et à l'examen des preuves afin de déterminer si l'asile peut être accordé. Si des clarifications sont nécessaires après l'audition pour prendre une décision, c'est la procédure étendue qui s'applique : le requérant ou la requérante est alors attribué à un canton qui l'héberge pendant la durée de cette procédure, d'une durée maximale d'un an.

### Qualité de réfugié
La qualité de réfugié (permis B) est reconnue « aux personnes qui, dans leur État d'origine ou de leur dernière résidence, sont exposées à de sérieux préjudices ou craignent à juste titre de l'être en raison de leur race, de leur religion, de leur nationalité, de leur appartenance à un groupe social déterminé ou de leurs opinions politiques ». Le Secrétariat d'État aux migrations (SEM) tient compte des spécificités liées au genre lors de l'examen des demandes d'asile, les femmes et les minorités sexuelles étant persécutées en tant que groupe social.
Dans le cas suisse, il est précisé que la mise en danger de la vie, de l'intégrité corporelle ou de la liberté, de même que les mesures qui entraînent une pression psychique insupportable, sont considérés comme des dangers suffisants pour demander le statut de réfugié. Il y a également lieu de tenir compte de motifs spécifiques de fuite pour les femmes. Cependant, les motifs de refus de servir ou de désertion de l'armée ne sont pas des motifs acceptés . Le statut de réfugié est également non valable pour tous les comportements que la personne a pu avoir après avoir quitté son pays d'origine ou de provenance, si ces actes ne constituent pas l'expression de convictions ou d'orientations déjà affichées avant son départ ni ne s'inscrit dans son prolongement.
La qualité de réfugié est personnelle. Le requérant doit prouver qu'il est visé personnellement par des persécutions mettant gravement en danger sa vie, son intégrité corporelle ou sa liberté. Ainsi, les civils fuyant une situation de conflit n'ont en principe pas la qualité de réfugié s'ils ne sont pas inquiétés personnellement pour leur appartenance à un groupe ou leurs opinions politiques. Ils peuvent par contre bénéficier d'une admission provisoire et être autorisés à séjourner en Suisse tant que dure le conflit. À la suite d'une proposition du Conseil fédéral, la Suisse accorde aux Ukrainiens fuyant la guerre russo-ukrainienne de 2022 le statut de protection S, jamais encore activé jusqu'à ce moment.
En dérogation au régime général de la qualité personnelle de réfugié, la Confédération peut toutefois octroyer l'asile à des groupes généraux de requérants. La décision est prise par le Conseil fédéral lorsqu'un grand nombre de personnes est concerné, par le Département fédéral de justice et police dans les autres cas. En raison de la reprise du pouvoir par les talibans en août 2021, le DFJP accorde l'asile à un contingent de 218 ressortissants afghans.
Les réfugiés reconnus comme tels se voient délivrer un permis de séjour et sont autorisés à exercer une activité lucrative. La qualité de réfugié est également accordée de plein droit au conjoint et aux enfants mineurs de la personne persécutée, ainsi que ses enfants nés en Suisse.

### Rejet avec admission provisoire
Si les conditions pour que la qualité de réfugié soit reconnue font défaut, mais qu'un renvoi dans son pays d'origine exposerait le requérant à un danger général grave, le plus souvent parce que la région d'origine du requérant est en proie à un conflit, le SEM rejette la demande d'asile mais accorde la protection provisoire (permis F). La protection provisoire est renouvelée automatiquement tous les 12 mois mais peut être levée en tout temps par la Confédération lorsque les motifs qui ont permis de l'accorder ont pris fin, généralement lorsque la paix revient dans la région d'origine du requérant. Des organisations comme l'OSAR critiquent ce statut comme entraînant une précarité à long terme, la restriction des droits fondamentaux (notamment le droit de circulation) et des difficultés d'intégration accrues pour les personnes concernées.

### Rejet sans admission provisoire
Le requérant d'asile qui ne parvient pas à prouver sa qualité de requérant et qui ne provient pas d'un pays en proie à la guerre ou à une situation de violence généralisée voit sa demande rejetée et son renvoi prononcé (on parle de requérants « déboutés »). La décision est assortie d'un délai de départ au-delà duquel le séjour en Suisse devient illégal.

### Non-entrée en matière (NEM)
Si le requérant d'asile ne remplit pas certaines conditions énumérées négativement à l'article 31a LAsi, le SEM n'entre pas en matière sur sa demande. Il s'agit le plus souvent de requérants qui ont déjà demandé l'asile dans un autre État de l'Union européenne ou de l'Espace économique européen (et qui de ce fait sont soumis aux accords de Dublin) ou qui ne sont pas considérés comme cherchant une protection « contre des persécutions ».

## Retrait du statut de réfugié
Une fois accordé, le statut de réfugié peut être retiré dans les cas suivants[réf. nécessaire] : 
- Si la personne s’est volontairement réclamée à nouveau de la protection du pays dont elle a la nationalité.
- Si, ayant perdu sa nationalité, elle l’a volontairement recouvrée.
- Si elle a acquis une nouvelle nationalité et jouit de la protection du pays dont elle a acquis la nationalité.
- Si elle est retournée volontairement s’établir dans le pays qu’elle a quitté ou en dehors duquel elle est demeurée de crainte d’être persécutée.
- Si elle obtient l’asile ou une autorisation à résider à demeure dans un autre État.
- Si, les circonstances à la suite desquelles elle a été reconnue comme réfugiée ont cessé d’exister, dans le pays d’origine ou le pays de provenance, elle ne peut plus continuer à refuser de se réclamer de la protection du pays dont elle a la nationalité.
- S’agissant d’une personne qui n’a pas de nationalité, si, les circonstances à la suite desquelles elle a été reconnue comme réfugiée ayant cessé d’exister, elle est en mesure de retourner dans le pays. dans laquelle elle avait sa résidence habituelle
- Si la personne ne respecte pas une interdiction de voyager.
- Si la personne séjourne durant plus d’un an à l’étranger.
- Si la personne renonce au statut de réfugié. Dans ce cas, si la personne souhaite par la suite récupérer son statut de réfugié, le SEM pourra le refuser.

Les dispositions de la Convention relative au statut des réfugiés ne sera pas applicable du tout aux réfugiés si : (1) La personne a commis un crime contre la paix, un crime de guerre ou un crime contre l’humanité (2) La personne a commis un crime grave de droit commun en dehors du pays d’accueil avant d’y être admise comme réfugié (3) La personne s'est rendue coupable d’agissements contraires aux buts et aux principes des Nations unies (4) La personne a obtenu son statut de réfugié en faisant de fausses déclarations ou en dissimulant des faits essentiels (5) La personne a porté atteinte à la sécurité intérieure ou extérieure de la Suisse ou d’avoir commis des actes délictueux particulièrement répréhensibles, soit passible d’une peine lourde
Dans tous les cas, le réfugié ne peut pas se faire expulser sans avoir pu s'exprimer devant le SEM .

### Conséquences juridiques
Le retrait de la qualité de réfugié entraîne nécessairement la perte de l’asile, bien que le contraire ne soit pas toujours vrai. La perte de statut de réfugié signifie que la personne ne peut plus se prévaloir de la Convention relative au statut des réfugiés, et perd par exemple son droit à un titre de voyage. Celui-ci devra être restitué au SEM après la décision de révocation du statut de réfugié.
Cependant, le retrait de la qualité de réfugié – ou de l’asile – n’a pas d’incidence sur une autorisation cantonale de séjour ou d’établissement si celle-ci a déjà été délivrée. Cependant, si le réfugié n’a été admis qu’à titre provisoire, l’admission pourra être levée après le retrait de la qualité de réfugié et le renvoi de Suisse exécuté. Ces décisions ne s’étendent pas au conjoint ni aux enfants du réfugié et l’asile ne leur est retiré que s’ils remplissent, à titre personnel, les conditions posées au retrait du titre de réfugié .

## Recours et reconsidération
Toute décision de l’Office fédéral des migrations peut faire l’objet d’un recours auprès du Tribunal administratif fédéral (TAF) dans les 7 jours dans le cadre d'une procédure accélérée, 30 jours dans le cadre d'une procédure étendue. Parmi les six cours du TAF, les cours IV et V traitent les affaires d’asile ; elles peuvent se coordonner avec la cour VI qui s’occupe de droit des étrangers. Elles statuent entre autres sur les questions de regroupement familial ou asile familial.
Lorsque le SEM a rendu une décision de non-entrée en matière ou procédure Dublin, le délai de recours est de cinq jours. Le recours ayant effet suspensif, le renvoi ne peut pas être exécuté tant que les voies de recours ordinaires ne sont pas épuisées.
Lorsqu’il n’est plus possible d’interjeter un recours ordinaire, soit parce que le recours déposé a été rejeté, soit parce que le délai de recours est échu, le requérant, s’il n’a pas quitté la Suisse, peut demander une reconsidération de sa demande en tout temps. Il peut produire de nouveaux moyens de preuve qu’il n’a pas pu se procurer au moment de sa demande, invoquer des faits nouveaux qui rendraient son renvoi inexigible selon l’article 4 LAsi ou encore une jurisprudence intervenue entretemps contraignant le SEM à octroyer la qualité de réfugié ou la protection provisoire pour des motifs jugés auparavant insuffisants. Les voies de droit extraordinaires telles que la reconsidération n'ont pas d'effet suspensif.

## Permis de séjour après un divorce

### Bases légales en cas de dissolution du mariage ou de la famille
Dans le cas d'une demande de prolongation du permis réfugié obtenu par le biais d'un regroupement familial, c'est la loi fédérale du 16 décembre 2005 sur les étrangers et l'intégration (LEI), la loi sur l’asile (LAsi), ainsi que l'ordonnance du 24 octobre 2007 relative à l'admission, au séjour et à l’exercice d’une activité lucrative (OASA) qui sont applicables.

### Contexte
C'est en vertu des articles 43 et 44 LEI que le conjoint étranger du titulaire d’un permis de séjour ainsi que ses enfants célibataires étrangers de moins de 18 ans peuvent obtenir une autorisation de séjour et la prolongation de celle-ci par le biais du regroupement familial. Il est possible de faire la demande de prolongation que s'ils remplissent cumulativement les conditions suivantes :
- ils vivent en ménage commun avec le titulaire du permis qui a fait la demande de regroupement familial ;
- ils disposent d’un logement approprié ;
- ils ne dépendent pas de l’aide sociale ;
- ils sont aptes à communiquer dans la langue nationale parlée au lieu de domicile ;
- la personne à l’origine de la demande de regroupement familial ne perçoit pas de prestations complémentaires annuelles au sens de la loi fédérale sur les prestations complémentaires à l’AVS et à l’AI (LPC)[34], ni ne pourrait en percevoir grâce au regroupement familial.

D'ailleurs, le regroupement familial est aussi possible pour le conjoint et les enfants célibataires de moins de 18 ans des personnes admises à titre provisoire. Les réfugiés admis à titre provisoire peuvent aussi bénéficier du regroupement familial et du même statut, au plus tôt trois ans après le prononcé de l’admission provisoire, sous réserve de remplir les conditions d'octroi.
Après la dissolution de la famille, il convient d'analyser les conditions de prolongation des différents types de permis de séjour accordés aux réfugiés. Le fait de divorcer n'implique pas nécessairement le retour dans le pays d'origine pour la personne ayant rejoint un conjoint par le biais du regroupement familial.

### Conditions de prolongation après le divorce
Chaque personne a droit de faire une demande de divorce unilatéralement, sous réserve de remplir les conditions liées à la demande, ou par consentement mutuel des conjoints. Cependant, le divorce entraîne plusieurs conséquences juridiques pour les conjoints et les enfants, mais aussi pour le titre de séjour en Suisse des étrangers.
Pour un permis de séjour obtenu d’un regroupement familial demandé par un requérant d'asile, la personne détentrice de ce permis peut rester en Suisse seulement sous certaines conditions après un divorce ou après la dissolution de la famille. Si ces conditions ne sont pas remplies, la personne concernée risque un refus de prolongation de son permis de séjour par les autorités compétentes. Ces conditions sont aussi valables dans le cas du décès du conjoint dont le permis de la personne concernée dérive. Ces conditions sont applicables par analogie en cas de dissolution de partenariat enregistré.
Dans le cas de dissolution de la famille ou du mariage, la personne peut demander la prolongation de son titre de séjour réfugié obtenu par le biais d'un regroupement familial, sous certaines conditions qui trouvent leur application dans l'article 44 LEI en relation avec l'article 77 OASA qui reprend les mêmes conditions de prolongation de l'article 50 LEI.
Ces articles disposent que l’autorisation de séjour qui octroyées à un conjoint et aux enfants par le biais du regroupement familial en vertu de l’art. 44 LEI peut être prolongée après la dissolution du mariage ou de la famille si l’union conjugale a duré au moins trois ans avec un ménage commun, ou si la poursuite du séjour en Suisse s’impose pour des raisons personnelles majeures.

Pour ce qui est des enfants, c'est possible si les enfants ont vécu en ménage commun avec le parent qui avait fait la demande de regroupement familial. Les raisons personnelles majeures, sont notamment données lorsqu'un conjoint est victime de violence conjugale, que le mariage a été conclu en violation de la libre volonté d’un des conjoints ou que la réintégration sociale dans le pays de provenance semble fortement compromise. Afin de prouver les violences conjugales, si elles sont invoquées comme motifs graves, il faut notamment apporter les pièces suivantes, comme indices pour la demande :
a. les certificats médicaux;
b. les rapports de police;
c. les plaintes pénales;

d. les mesures au sens de l’art. 28b Code Civil suisse, ou les jugements pénaux prononcés à ce sujet.
En plus de l'une des deux conditions mentionnées ci-dessus, il y a aussi au sens de l'article 77 al. 4 OASA, la condition de l'intégration. Cet article dispose que la personne demandant la prolongation de son titre de séjour prouve qu'elle est bien intégrée en Suisse.
Les critères d'intégrations pris en compte lors de l'examen de la demande sont notamment:
- La réputation irréprochable, telle que le respect de la sécurité et de l’ordre publics, le respect des valeurs de la Constitution.
- Les bonnes connaissances linguistiques orales[42]. C'est-à-dire qu'il faut avoir une bonne compréhension de la langue parlée au lieu de domicile équivalant au moins au niveau A1 du cadre de référence[43].
- La volonté de travailler ou de suivre une formation.

### Dépôt de la demande
Afin d'obtenir une prolongation ou un renouvellement du permis de séjour, la demande doit être déposée auprès de l'autorité cantonale des migrations de votre canton. Selon l'autorité cantonale compétente du domicile, différents documents sont à joindre à la demande lors de l'envoi ou du dépôt.
La demande de renouvellement du titre de séjour peut être faite au plus tôt trois mois avant et au plus tard deux semaines avant l’échéance du permis. Dans certains cantons, comme à Genève, il peut y avoir des longs délais d'attente. Les retards peuvent entraver les démarches de la personne qui en fait la demande, par exemple pour les recherches d'emploi, de logement ou de formation. Dans le cas où l'attente d'une réponse concernant autorisation de séjour est beaucoup trop longue, et rend impossible la réalisation de certaines démarches importantes, il est toutefois possible de demander une attestation légitimant le séjour en Suisse auprès de l'autorité où la demande a été faite. Cette attestation indique que la personne concernée est dans l'attente d'une décision sur sa demande de renouvellement.

## Rôle des associations
Les associations jouent un rôle dans l'accès au droit d'asile en Suisse. Caritas Suisse, qui a obtenu de la Confédération le mandat de la représentation juridique des demandeurs d'asile dans la procédure étendue en première instance, offre des consultations juridiques et représente les demandeurs d'asile durant la procédure juridique . L'Organisation suisse d'aide aux réfugiés (OSAR)  ainsi que l'Entraide Protestante Suisse (EPER) proposent des informations sur les situations juridiques et orientent les requérants d'asile vers les autorités compétentes. Finalement, il existe plusieurs associations différentes en Suisse, selon les domaines et selon les cantons.
La Confédération Fédérale soutient l'OSAR, l'EPER et Caritas ainsi que d'autres associations non gouvernamentales en garantissant la gratuité limitée aux prestations juridiques liées aux étapes déterminantes pour la décision d'asile. Par étape déterminante, il faut entendre,:
- la préparation aux auditions
- les auditions sur les motifs d’asile
- l’octroi du droit d’être entendu
- les éléments qui contribuent de manière significative à établir les faits

Les coûts liés à un éventuel recours ne sont pas couverts par le SEM.

Les requérants d'asile ont accès à la représentation juridique dans les centres fédéraux pour requérants d'asile ou, pour les personnes concernées par la procédure étendue, dans des bureaux de consultation juridique désignés dans les cantons.

## Statistiques
Selon le SEM, 1313 demandes d’asile ont été déposées en Suisse en mars 2022, contre 941 en mars 2021. De plus, 15100 personnes fuyant l'Ukraine ont reçu le statut de protection S.
Parmi les 1392 demandes qui ont reçu une décision en mars 2022, le SEM a octroyé l’asile à 393 requérants et 309 ont obtenu une admission provisoire en première instance. 417 ont subi une non-entrée en matière (dont 312 sur la base de l’accord de Dublin). Il reste 4439 demandes en suspens en première instance, soit 13 de plus qu’en février 2022.

### Bases légales
- Constitution fédérale de la Confédération suisse (Cst.) du 18 avril 1999 (état le 7 mars 2021), RS 101.
- Loi fédérale sur les étrangers et l’intégration (LEI) du 16 décembre 2005 (état le 2 octobre 2021), RS 142.20.
- Loi sur l’asile (LAsi) du 26 mai 1998 (état le 1er janvier 2021), RS 142.31.